# Höjden
Höjden är en by vid Frankrike i Offerdals socken, Krokoms kommun, Jämtland. Byn är den nordligast belägna jordbruksbyn i Offerdal, belägen nära Oldfjällen och Oldklumpen. I Höjden slutar den allmänna vägen från Rönnöfors och övriga Offerdal. En enskild väg leder till grannbyn Åkroken i Kalls socken, Åre kommun och vidare mot Kallsedet och Verdal i Norge.